# Dyskografia Gucciego Mane’a
Poniżej ukazana została dyskografia amerykańskiego rapera Gucciego Mane’a. Zawiera ona nagrania solowe, wspólne projekty, występy gościnne oraz listę singli. Zadebiutował w 2005 roku albumem Trap House. Po nim ukazały się kolejne produkcje, które przyczyniły się do znacznej popularności rapera. W 2011 roku Mane wydał dwa wspólne albumy, kolejno z Waka Flocka Flame i debiutującą raperką V-Nasty.

## Albumy studyjne
| Tytuł                                                                            | Album | Najwyższa pozycja | Najwyższa pozycja | Najwyższa pozycja | Sprzedaż      |
| Tytuł                                                                            | Album | US                | US R&B            | US Rap            | Sprzedaż      |
| -------------------------------------------------------------------------------- | --- | ----------------- | ----------------- | ----------------- | ------------- |
| Back to the Trap House                                                           | - Data wydania: 11 grudnia, 2007 - Wydawca: So Icey, Asylum, Atlantic - Format: CD, digital download               | 57                | 11                | 6                 | - US: 32.000  |
| The State vs. Radric Davis                                                       | - Data wydania: 8 grudnia, 2009 - Wydawca: 1017 Brick Squad, Warner Bros., Asylum - Format: CD, digital download   | 10                | 2                 | 1                 | - US: 369.000 |
| The Appeal: Georgia’s Most Wanted                                                | - Data wydania: 28 września, 2010 - Wydawca: 1017 Brick Squad, Warner Bros., Asylum - Format: CD, digital download | 4                 | 2                 | 2                 | - US: 169.500 |
| „–” oznacza, że pozycja nie była notowana, bądź album nie został wydany w kraju. | |                   |                   |                   |               |

## Albumy niezależne
| Tytuł                                                               | Album                                                                                            | Najwyższa pozycja | Najwyższa pozycja | Najwyższa pozycja | Najwyższa pozycja |
| Tytuł                                                               | Album                                                                                            | US                | US R&B            | US Rap            | US Ind            |
| ------------------------------------------------------------------- | ------------------------------------------------------------------------------------------------ | ----------------- | ----------------- | ----------------- | ----------------- |
| Trap House                                                          | - Data wydania: 24 maja, 2005 - Wydawca: Big Cat Records - Format: CD, digital download          | 101               | 20                | 10                | 5                 |
| Hard to Kill                                                        | - Data wydania: 10 października, 2006 - Wydawca: Label: Tommy Boy - Format: CD, digital download | 76                | 13                | 6                 | 4                 |
| Trap-A-Thon                                                         | - Data wydania: 11 października, 2007 - Wydawca: Tommy Boy - Format: CD, digital download        | 69                | 9                 | 4                 | 7                 |
| Murder Was the Case                                                 | - Data wydania: 5 maja, 2009 - Wydawca: Tommy Boy - Format: CD, digital download                 | 23                | 4                 | 3                 | 3                 |
| The Return of Mr. Zone 6                                            | - Data wydania: 22 marca, 2011 - Wydawca: 1017 Brick Squad - Format: CD, digital download        | 18                | 8                 | 2                 | –                 |
| „–” pozycja nie była notowana bądź album nie został wydany w kraju. |                                                                                                  |                   |                   |                   |                   |

## Minialbumy
| Tytuł               | Album |
| ------------------- | --- |
| Wasted: The Prequel | - Data wydania: 4 września, 2009 - Wydawca: 1017 Brick Squad, Warner Bros., Asylum - Format: CD, digital download |

## Wspólne albumy
| Tytuł                                                                            | Album | Najwyższa pozycja | Najwyższa pozycja | Najwyższa pozycja |
| Tytuł                                                                            | Album | US                | US R&B            | US Rap            |
| -------------------------------------------------------------------------------- | --- | ----------------- | ----------------- | ----------------- |
| Ferrari Boyz (z Waka Flocka Flame)                                               | - Data wydania: 9 sierpnia, 2011 - Wydawca: 1017 Brick Squad, BSM, Asylum - Format: CD, digital download               | 21                | 5                 | 4                 |
| BAYTL (z V-Nasty)                                                                | - Data wydania: 13 grudnia, 2011 - Wydawca: 1017 Brick Squad, BSM, Asylum, Warner Bros. - Format: CD, digital download | –                 | –                 | –                 |
| „–” oznacza, że pozycja nie była notowana, bądź album nie został wydany w kraju. | |                   |                   |                   |

## Kompilacje
| Tytuł                                                                            | Album                                                                                 | Najwyżśza pozycja | Najwyżśza pozycja | Najwyżśza pozycja |
| Tytuł                                                                            | Album                                                                                 | US                | US R&B            | US Rap            |
| -------------------------------------------------------------------------------- | ------------------------------------------------------------------------------------- | ----------------- | ----------------- | ----------------- |
| Hood Classics                                                                    | - Data wydania: 23 września, 2008 - Wydawca: Tommy Boy - Format: CD, digital download | 197               | 16                | 9                 |
| „–” oznacza, że pozycja nie była notowana, bądź album nie został wydany w kraju. |                                                                                       |                   |                   |                   |

## Single

### Solowe
| Tytuł                                                                             | Rok  | Najwyższa pozycja | Najwyższa pozycja | Najwyższa pozycja | Album                             |
| Tytuł                                                                             | Rok  | US                | US R&B            | US Rap            | Album                             |
| --------------------------------------------------------------------------------- | ---- | ----------------- | ----------------- | ----------------- | --------------------------------- |
| „Icy” (featuring Young Jeezy)                                                     | 2005 | 105               | 46                | 23                | Trap House                        |
| „Go Head” (featuring Mac Bre-Z)                                                   | 2006 | –                 | 51                | –                 | Trap House & Hard to Kill         |
| „Freaky Gurl”                                                                     | 2007 | 62                | 19                | 12                | Hard to Kill & Trap-A-Thon        |
| „Stoopid”                                                                         | 2009 | –                 | 66                | –                 | Murder Was the Case               |
| „Wasted” (featuring Plies)                                                        | 2009 | 36                | 3                 | 3                 | The State vs. Radric Davis        |
| „Spotlight” (featuring Usher)                                                     | 2009 | 42                | 15                | 8                 | The State vs. Radric Davis        |
| „Lemonade”                                                                        | 2009 | 53                | 15                | 8                 | The State vs. Radric Davis        |
| „Bingo” (featuring Soulja Boy & Waka Flocka Flame)                                | 2010 | –                 | 75                | –                 | The State vs. Radric Davis        |
| „Gucci Time” (featuring Swizz Beatz)                                              | 2010 | 104               | 23                | 12                | The Appeal: Georgia's Most Wanted |
| „She Be Puttin' On” (z Waka Flocka Flame featuring Slim Dunkin)                   | 2011 | –                 | 77                | –                 | Ferrari Boyz                      |
| „–” oznacza, że pozycja nie była notowana, bądź singel nie został wydany w kraju. |      |                   |                   |                   |                                   |

### Jako gość
| Tytuł                                                                                 | Rok  | Najwyższa pozycja | Najwyższa pozycja | Najwyższa pozycja | Album                              |
| Tytuł                                                                                 | Rok  | US                | US R&B            | US Rap            | Album                              |
| ------------------------------------------------------------------------------------- | ---- | ----------------- | ----------------- | ----------------- | ---------------------------------- |
| „Gucci Bandana” (Soulja Boy featuring Gucci Mane and Shawty Lo)                       | 2008 | –                 | 89                | –                 | iSouljaBoyTellem                   |
| „Make Tha Trap Say Aye” (OJ da Juiceman featuring Gucci Mane)                         | 2008 | 108               | 22                | 13                | The Otha Side of the Trap          |
| „Ridiculous” (DJ Drama featuring Gucci Mane, Yo Gotti, Lonnie Mac and OJ da Juiceman) | 2009 | –                 | 104               | –                 | Gangsta Grillz: The Album (Vol. 2) |
| „Break Up” (Mario featuring Gucci Mane and Sean Garrett)                              | 2009 | 14                | 2                 | –                 | D.N.A.                             |
| „LOL Smiley Face” (Trey Songz featuring Gucci Mane and Soulja Boy)                    | 2009 | 51                | 12                | –                 | Ready                              |
| „I Get It In” (Omarion featuring Gucci Mane)                                          | 2009 | 83                | 20                | –                 | Ollusion                           |
| „Speak French” (Jamie Foxx featuring Gucci Mane)                                      | 2009 | –                 | 90                | –                 | bez albumu                         |
| „Pretty Girls” (Wale featuring Gucci Mane and Weensey)                                | 2009 | –                 | 56                | –                 | Attention Deficit                  |
| „Tip of My Tongue” (Jagged Edge featuring Trina and Gucci Mane)                       | 2009 | –                 | 53                | –                 | bez albumu                         |
| „Sponsor” (Teairra Marí featuring Gucci Mane and Soulja Boy)                          | 2010 | 113               | 25                | –                 | bez albumu                         |
| „I Just Wanna Party” (Yelawolf featuring Gucci Mane)                                  | 2010 | –                 | 109               | –                 | Trunk Muzik 0-60                   |
| „Countin' Money” (Bun B featuring Gucci Mane and Yo Gotti)                            | 2010 | –                 | –                 | –                 | Trill OG                           |
| „For the Hood” (Yo Gotti featuring Gucci Mane)                                        | 2010 | –                 | 86                | –                 | bez albumu                         |
| „–” pozycja nie była notowana bądź singel nie został wydany w kraju.                  |      |                   |                   |                   |                                    |

### Promocyjne
| Tytuł                                                                | Rok  | Najwyższa pozycja | Najwyższa pozycja | Album                             |
| Tytuł                                                                | Rok  | US R&B            | US Rap            | Album                             |
| -------------------------------------------------------------------- | ---- | ----------------- | ----------------- | --------------------------------- |
| „Worst Enemy”                                                        | 2009 | –                 | –                 | The State vs. Radric Davis        |
| „Heavy”                                                              | 2009 | –                 | –                 | The State vs. Radric Davis        |
| „Making Love to the Money”                                           | 2010 | 36                | 17                | The Appeal: Georgia's Most Wanted |
| „Trap Talk”                                                          | 2010 | –                 | –                 | The Appeal: Georgia's Most Wanted |
| „Weirdo”                                                             | 2010 | –                 | –                 | The Appeal: Georgia's Most Wanted |
| „–” pozycja nie była notowana bądź singel nie został wydany w kraju. |      |                   |                   |                                   |

### Inne notowane utwory
| Tytuł                                                                | Rok  | Najwyższa pozycja | Najwyższa pozycja | Najwyższa pozycja | Album                                                    |
| Tytuł                                                                | Rok  | US                | US R&B            | US Rap            | Album                                                    |
| -------------------------------------------------------------------- | ---- | ----------------- | ----------------- | ----------------- | -------------------------------------------------------- |
| „Pillz”                                                              | 2006 | –                 | 103               | –                 | Hard to Kill                                             |
| „I'm a Dog” (featuring DG Yola)                                      | 2009 | –                 | 108               | –                 | Bird Money and The State vs. Radric Davis                |
| „Bricks” (featuring OJ da Juiceman and Yo Gotti)                     | 2009 | –                 | 119               | –                 | EA Sportscenter and The State vs. Radric Davis           |
| „Steady Mobbin'” (Young Money featuring Gucci Mane)                  | 2009 | 48                | 17                | 6                 | We Are Young Money                                       |
| „Photoshoot”                                                         | 2009 | –                 | 118               | –                 | The Movie: Gangsta Grillz and The State vs. Radric Davis |
| „Sex In Crazy Places” (featuring Bobby V, Nicki Minaj and Trina)     | 2009 | –                 | 122               | –                 | The State vs. Radric Davis                               |
| „MC Hammer” (Rick Ross featuring Gucci Mane)                         | 2010 | –                 | 78                | –                 | Teflon Don                                               |
| „Beat It Up” (featuring Trey Songz)                                  | 2010 | –                 | 36                | 22                | Burrrprint (2) HD and The Appeal: Georgia's Most Wanted  |
| „Haterade” (featuring Nicki Minaj and Pharrell)                      | 2010 | –                 | 122               | –                 | The Appeal: Georgia's Most Wanted                        |
| „Mouth Full of Golds” (featuring Birdman)                            | 2011 | –                 | 93                | –                 | The Return of Mr. Zone 6                                 |
| „I Don't Love Her” (featuring Rocko and Webbie)                      | 2011 | –                 | 102               | –                 | The Return of Mr. Zone 6                                 |
| „–” pozycja nie była notowana bądź singel nie został wydany w kraju. |      |                   |                   |                   |                                                          |

## Występy gościnne
| Rok                     | Tytuł                                                                           | Wykonawca(cy)                                                         | Album                                              |
| ----------------------- | ------------------------------------------------------------------------------- | --------------------------------------------------------------------- | -------------------------------------------------- |
| 2006                    | „Get Doe”                                                                       | La Chat, All Star                                                     | Bad Influence                                      |
| 2008                    | „Got Em 4 the LO”                                                               | Shawty Lo, Stuntman                                                   | Units in the City                                  |
| 2008                    | „Icey”                                                                          | Baby D, Shawty Lo                                                     | A-Town Secret Weapon                               |
| 2008                    | „Dangerous”                                                                     | 8Ball & MJG                                                           | This Might Be the Day                              |
| 2008                    | „What They Do”                                                                  | Khia                                                                  | Nasti Muzik                                        |
| 2008                    | „Ucud Gedit”                                                                    | Nelly, R. Kelly                                                       | Brass Knuckles                                     |
| 2008                    | „Love for Money”                                                                | Willie the Kid, La the Darkman, Bun B, Flo Rida, Yung Joc, Trey Songz | Absolute Greatness                                 |
| 2008                    | „The Recipe”                                                                    | E-40, Bun B                                                           | The Ball Street Journal                            |
| 2008                    | „Gucci Bandanna”                                                                | Soulja Boy                                                            | ISouljaBoyTellEm                                   |
| 2008                    | „Shoppin' Spree”                                                                | Soulja Boy, Yo Gotti                                                  | ISouljaBoyTellEm                                   |
| 2009                    | „Good Night”                                                                    | OJ da Juiceman                                                        | The Otha Side of the Trap                          |
| „Make Tha Trap Say Aye” |                                                                                 | OJ da Juiceman                                                        | The Otha Side of the Trap                          |
| „Bang Smack”            | Project Pat                                                                     | Real Recognize Real                                                   |                                                    |
| „Helluvalife”           | Gorilla Zoe, OJ da Juiceman                                                     | Don't Feed da Animals                                                 |                                                    |
| „Love for Money”        | DJ Drama, Trey Songz, Willie the Kid, La the Darkman, Yung Joc, Bun B, Flo Rida | Gangsta Grillz: The Album (Vol. 2)                                    |                                                    |
| „Ridiculous”            | DJ Drama, Yo Gotti, Lonnie Mac, OJ da Juiceman                                  | Gangsta Grillz: The Album (Vol. 2)                                    |                                                    |
| „Smoke”                 | DJ Drama, Willie the Kid, Lonnie Mac                                            | Gangsta Grillz: The Album (Vol. 2)                                    |                                                    |
| „30 Inches”             | Juicy J, Project Pat                                                            | Hustle Till I Die                                                     |                                                    |
| „Walking On Ice”        | Twista, OJ da Juiceman                                                          | Category F5                                                           |                                                    |
| „LOL :-)”               | Trey Songz, Soulja Boy                                                          | Ready                                                                 |                                                    |
| „Trunk”                 | Killer Mike, K Digga                                                            | Underground Atlanta                                                   |                                                    |
| „Break Up”              | Mario, Sean Garrett                                                             | D.N.A.                                                                |                                                    |
| „Trick'n Off”           | Triple C’s                                                                      | Custom Cars & Cycles                                                  |                                                    |
| „Haters Got Me Wrong”   | Z-Ro, Chris Ward                                                                | Cocaine                                                               |                                                    |
| „Pretty Girls”          | Wale, Weensey                                                                   | Attention Deficit                                                     |                                                    |
| „Steady Mobbin'”        | Lil Wayne                                                                       | We Are Young Money                                                    |                                                    |
| 2010                    | „I Get It In”                                                                   | Ludacris                                                              | Ollusion                                           |
| 2010                    | „Party No Mo”                                                                   | Ludacris                                                              | Battle of the Sexes                                |
| 2010                    | „Whip It Up”                                                                    | E-40, YV                                                              | Revenue Retrievin’: Day Shift                      |
| 2010                    | „Cuffin”                                                                        | U.N.                                                                  | Cam’ron & The U.N. Presents: „Heat In Here” Vol. 1 |
| 2010                    | „Shine Blockas”                                                                 | Big Boi                                                               | Sir Lucious Left Foot: The Son of Chico Dusty      |
| 2010                    | „MC Hammer”                                                                     | Rick Ross                                                             | Teflon Don                                         |
| 2010                    | „Countin' Money”                                                                | Bun B, Yo Gotti                                                       | Trill O.G.                                         |
| 2010                    | „I Just Wanna Party”                                                            | Yelawolf                                                              | Trunk Muzik 0-60                                   |
| 2010                    | „Why You Up In Here”                                                            | Flo Rida, Ludacris, Git Fresh                                         | Only One Flo (Part 1)                              |
| 2011                    | „Animal”                                                                        | Killer Mike                                                           | PL3DGE                                             |
| 2011                    | „Crazy”                                                                         | Gorilla Zoe                                                           | King Kong                                          |
| 2011                    | „Me & My Money”                                                                 | DJ Drama                                                              | Third Power                                        |
| 2012                    | „77 Birds”                                                                      | Young Scooter                                                         | Married To The Streets                             |
| 2012                    | „Order”                                                                         | Young Scooter                                                         | Married To The Streets                             |
| 2012                    | „What You Need”                                                                 | P Smurf, Gucci Mane, Ice Burgandy                                     | Big Ol Pimp Talk                                   |
| 2012                    | „Jordan/Diddy”                                                                  | Future, Gucci Mane                                                    | Astronaut Status                                   |
| 2017                    | „Down”                                                                          | Fifth Harmony                                                         | Fifth Harmony                                      |